# Solanum asperolanatum
Solanum asperolanatum es una especie arbustiva perteneciente a la familia Solanaceae y nativa del sur de Sudamérica.

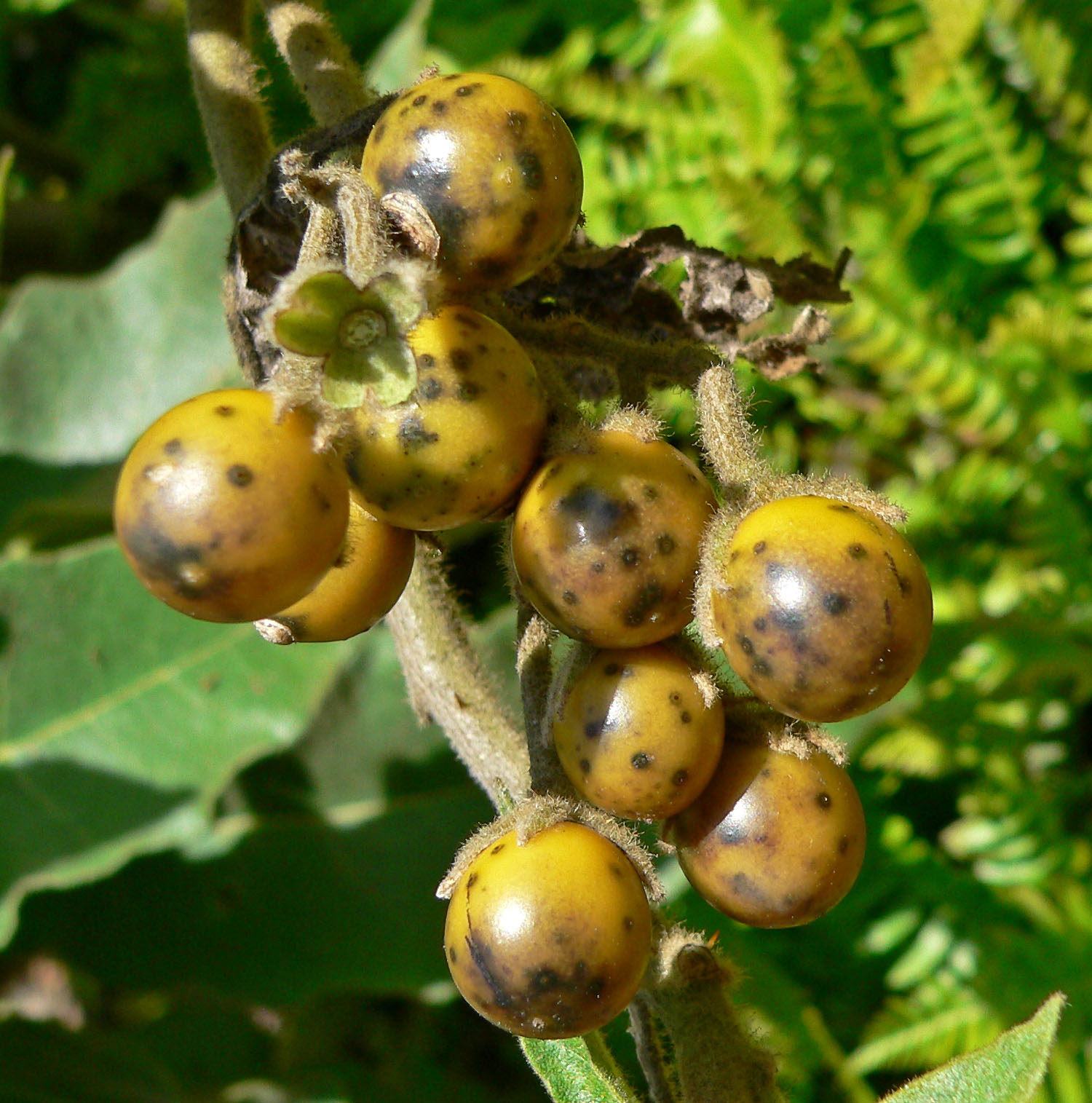
Frutos

## Taxonomía
Solanum asperolanatum fue descrita por Ruiz & Pav. y publicado en Flora Peruviana, et Chilensis 2: 39, pl. 174, f. b. 1799.
Etimología
Solanum: nombre genérico que deriva del vocablo Latíno equivalente al Griego στρνχνος (strychnos) para designar el Solanum nigrum (la "Hierba mora") —y probablemente otras especies del género, incluida la berenjena— , ya empleado por Plinio el Viejo en su Historia naturalis (21, 177 y 27, 132) y, antes, por Aulus Cornelius Celsus en De Re Medica (II, 33). Podría ser relacionado con el Latín sol. -is, "el sol", debido a que la planta sería propia de sitios algo soleados.
asperolanatum, epíteto latíno que significa "con lana aspera"
Sinonimia
- Solanum asperolanatum var. asperolanatum
- Solanum hispidum Pers.
- Solanum lanatum Dunal
- Solanum rusbyi Britton ex Rusby
- Solanum sassafrideum Rusby[5]